# Wijken en buurten in Geertruidenberg
De Nederlandse gemeente Geertruidenberg is voor statistische doeleinden onderverdeeld in wijken en buurten. De gemeente is verdeeld in de volgende statistische wijken:
- Wijk 00 Raamsdonksveer (CBS-wijkcode:077900)
- Wijk 01 Raamsdonk (CBS-wijkcode:077901)
- Wijk 02 Geertruidenberg (CBS-wijkcode:077902)

Een statistische wijk kan bestaan uit meerdere buurten. Onderstaande tabel geeft de buurtindeling met kentallen volgens het Centraal Bureau voor de Statistiek (2008):
| CBS-buurtcode | Buurtnaam                            | Inwonertal | Opp. totaal (ha) | Opp. land (ha) | Ligging                |
| ------------- | ------------------------------------ | ---------- | ---------------- | -------------- | ---------------------- |
| BU07790000    | Raamsdonksveer                       | 5640       | 174              | 170            | Locatie in de gemeente |
| BU07790001    | Hooipolder en De Hoeven              | 6020       | 142              | 137            | Locatie in de gemeente |
| BU07790002    | Industrieterrein Dombosch            | 60         | 314              | 248            | Locatie in de gemeente |
| BU07790009    | Verspreide huizen Raamsdonksveer     | 40         | 386              | 348            | Locatie in de gemeente |
| BU07790100    | Raamsdonk                            | 1990       | 177              | 176            | Locatie in de gemeente |
| BU07790109    | Verspreide huizen Raamsdonk          | 190        | 1192             | 1123           | Locatie in de gemeente |
| BU07790200    | Geertruidenberg-Kom                  | 2410       | 67               | 56             | Locatie in de gemeente |
| BU07790201    | Geertruidenberg-West                 | 2520       | 61               | 56             | Locatie in de gemeente |
| BU07790202    | Geertruidenberg-Noord                | 1830       | 33               | 32             | Locatie in de gemeente |
| BU07790203    | Industrieterrein Dongeoever Amerkant | 20         | 151              | 94             | Locatie in de gemeente |
| BU07790209    | Verspreide huizen Geertruidenberg    | 30         | 273              | 231            | Locatie in de gemeente |